# Anton Franciscus Pieck

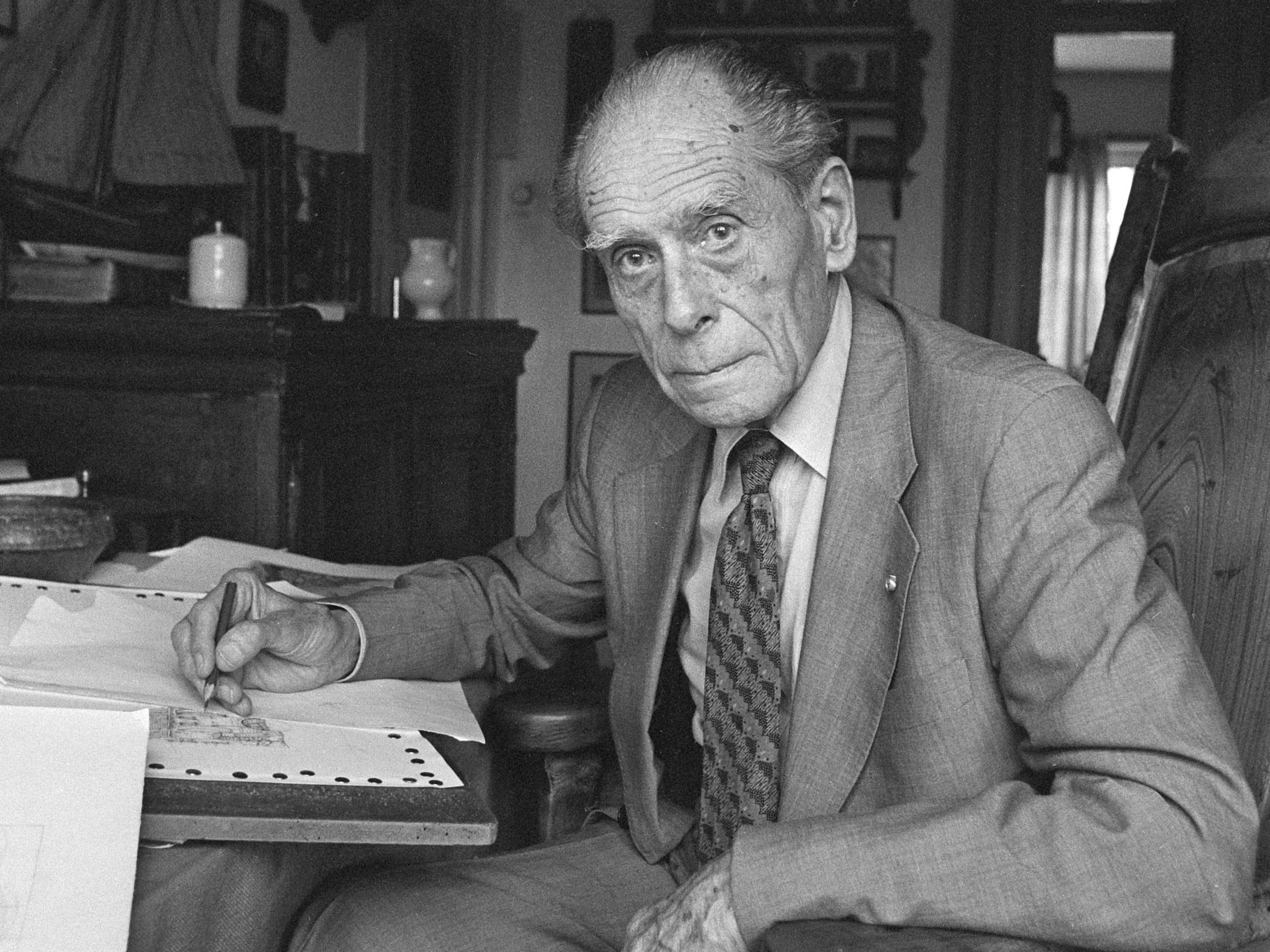
Anton Franciscus Pieck, 1980

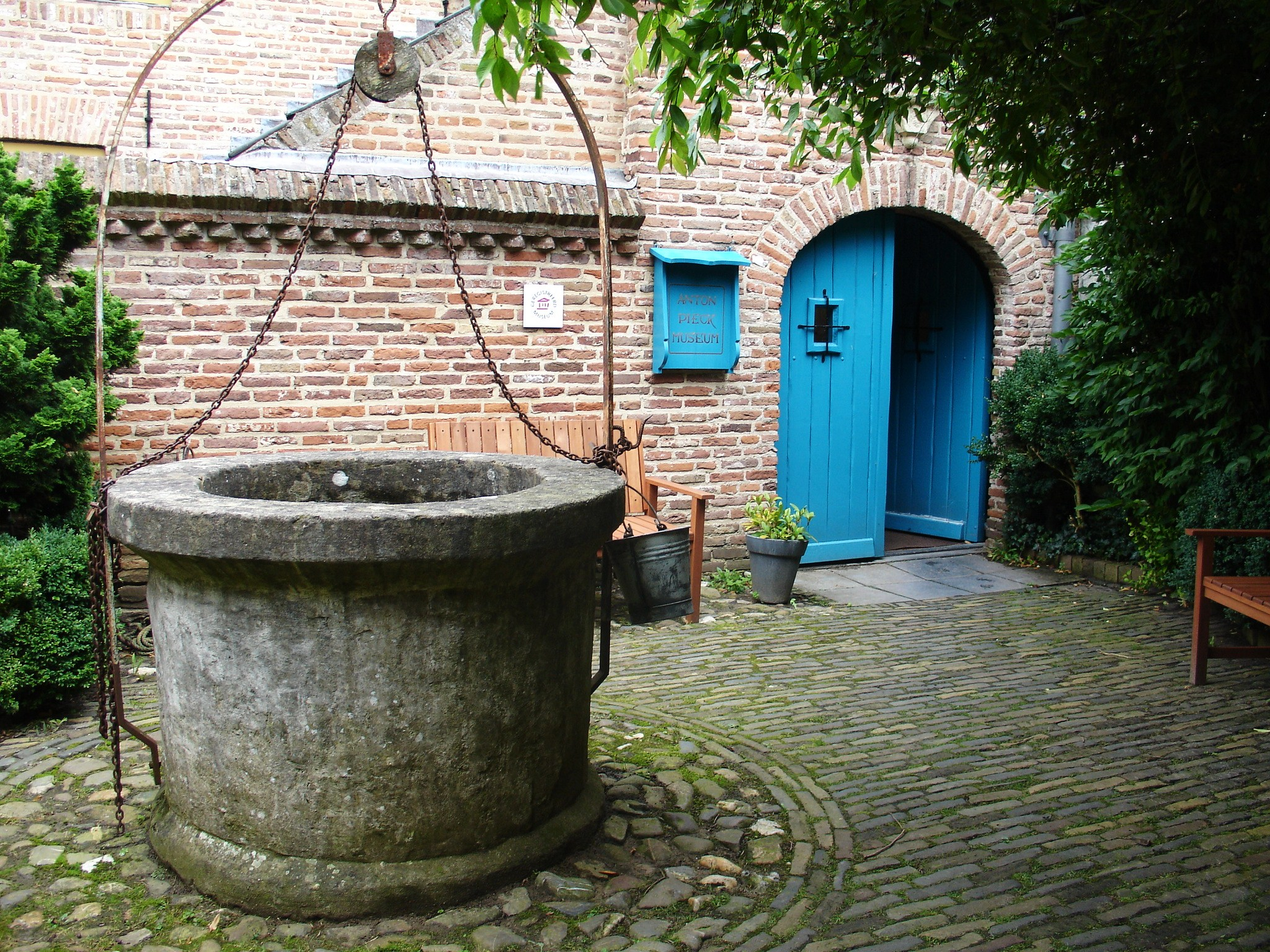
Anton Pieck Museum

Anton Franciscus Pieck (* 19. April 1895 in Den Helder; † 25. November 1987 in Overveen) war ein niederländischer Maler, Zeichner und Grafiker.
Bereits in der Kindheit wurde das künstlerische Talent Anton Piecks und seines Zwillingsbruders Henri Christiaan Pieck, der ebenfalls Maler, Zeichner und Illustrator wurde, erkannt. Nachdem die Familie im Jahr 1906 nach Den Haag, der Geburtsstadt des Vaters, umgezogen war, besuchten die beiden Brüder neben der regulären Schule abends Zeichenkurse an der Königlichen Akademie der Bildenden Künste.
Pieck war von 1920 bis zu seiner Pensionierung im Jahr 1960 Zeichenlehrer in Bloemendaal. Seit den frühen 1920er-Jahren war er auch als Illustrator tätig und illustrierte Märchenbücher und zahlreiche weitere Werke. Seine Zeichnungen haben häufig nostalgischen Charakter und stellen das Leben im vorindustriellen Zeitalter dar. Auch die Farbgebung ist entsprechend von warmen, gedeckten Farbtönen bestimmt. In den Niederlanden sind seine Arbeiten sehr populär und finden sich auch auf Kalendern, Notizbüchern, Puzzles, Memory-Spielen und zahlreichen anderen Artikeln.
Zu Beginn der 1950er-Jahre wurde Pieck mit der Gestaltung des ursprünglichen Märchenparks im Efteling in Kaatsheuvel betraut, aus dem sich der größte Vergnügungspark der Niederlande entwickelte. Bis ins Jahr 1974 blieb er hauptverantwortlicher Gestalter des Parks. Auch nach seiner offiziellen Pensionierung wurde er regelmäßig in die Entwicklung des Parks mit einbezogen und war bis zu seinem Tod als Berater tätig. Noch heute sind in dem Freizeitpark zahlreiche Designs Piecks zu finden, und auch bei den neueren Gebäuden versucht der Freizeitpark die nostalgische Atmosphäre Piecks zu erhalten und lässt sich von seinen Plänen und Zeichnungen inspirieren.
Anton Piecks Zwillingsbruder Henri Christiaan Pieck war ebenfalls Maler, Zeichner und Illustrator.
In seinem Sterbeort Overveen wurde Pieck mit einer Bronze-Büste gewürdigt, außerdem wurde eine Schule in Kaatsheuvel nach ihm benannt. Seit 1984 gibt es in Hattem ein Anton Pieck Museum.